# Brunryggig härmtrast
Brunryggig härmtrast (Mimus dorsalis) är en fågel i familjen härmtrastar inom ordningen tättingar.

## Utseende och läte
Brunryggig härmtrast är en vacker fågel med varmbrun ovansida, mestadels vit undersida och ett vitt ögonbrynsstreck. I flykten syns lysande vita vingband och vita yttre stjärtpennor väl. Den liknar vitbandad härmtrast, men är brunare på rygg och hjässa och har mindre vita vingband. Fågeln har en mycket vid lätesrepertoar, alltifrån gälla visslingar till hårda toner och metalliska drillar.

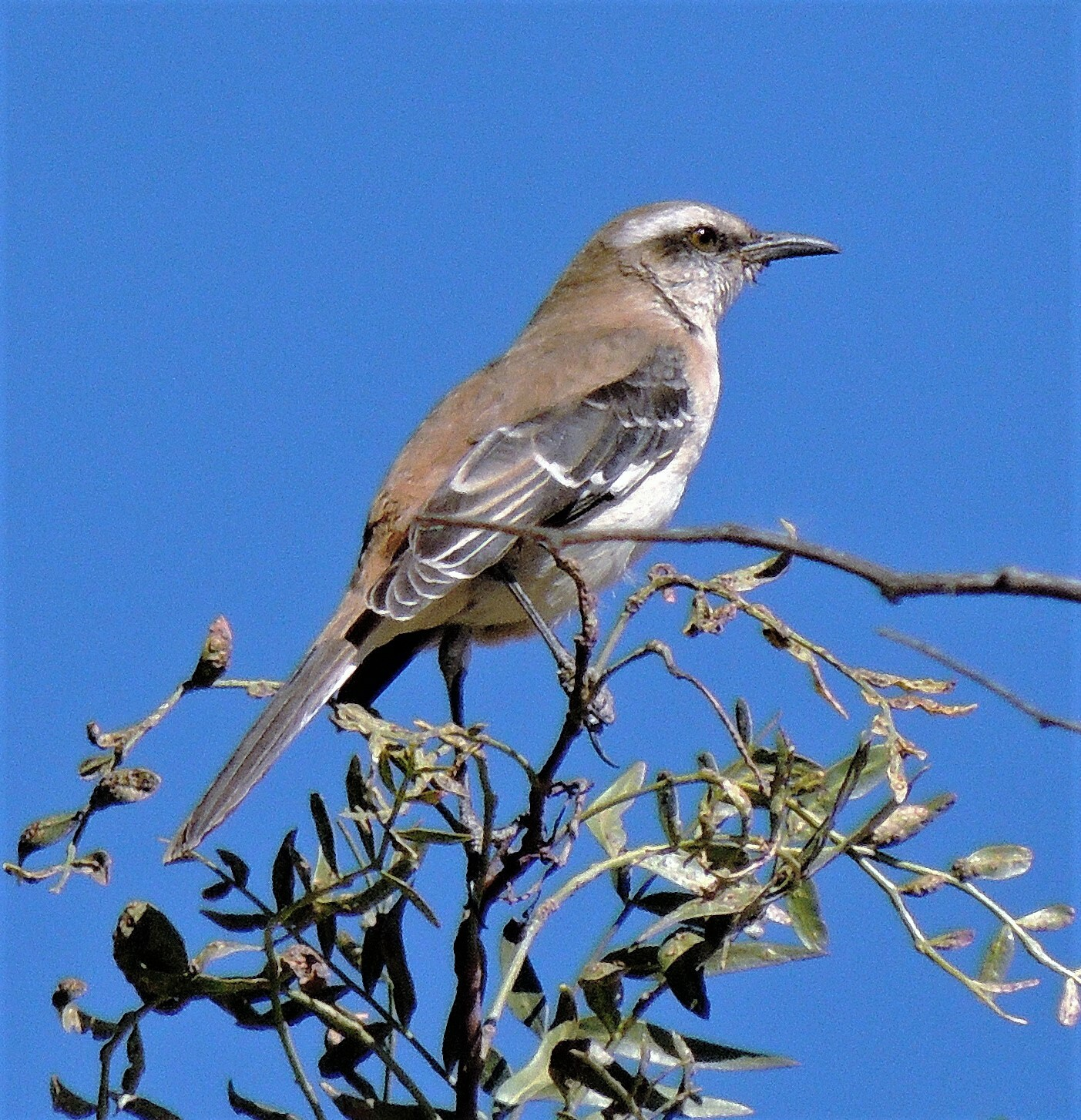

## Utbredning och systematik
Fågeln förekommer i torra buskskogar i bergsområden i Bolivia och nordvästligaste Argentina. Den behandlas som monotypisk, det vill säga att den inte delas in i några underarter.

## Status
Arten har ett stort utbredningsområde och beståndet anses vara stabilt. Internationella naturvårdsunionen IUCN listar den därför som livskraftig (LC).